# Віктор Пиш

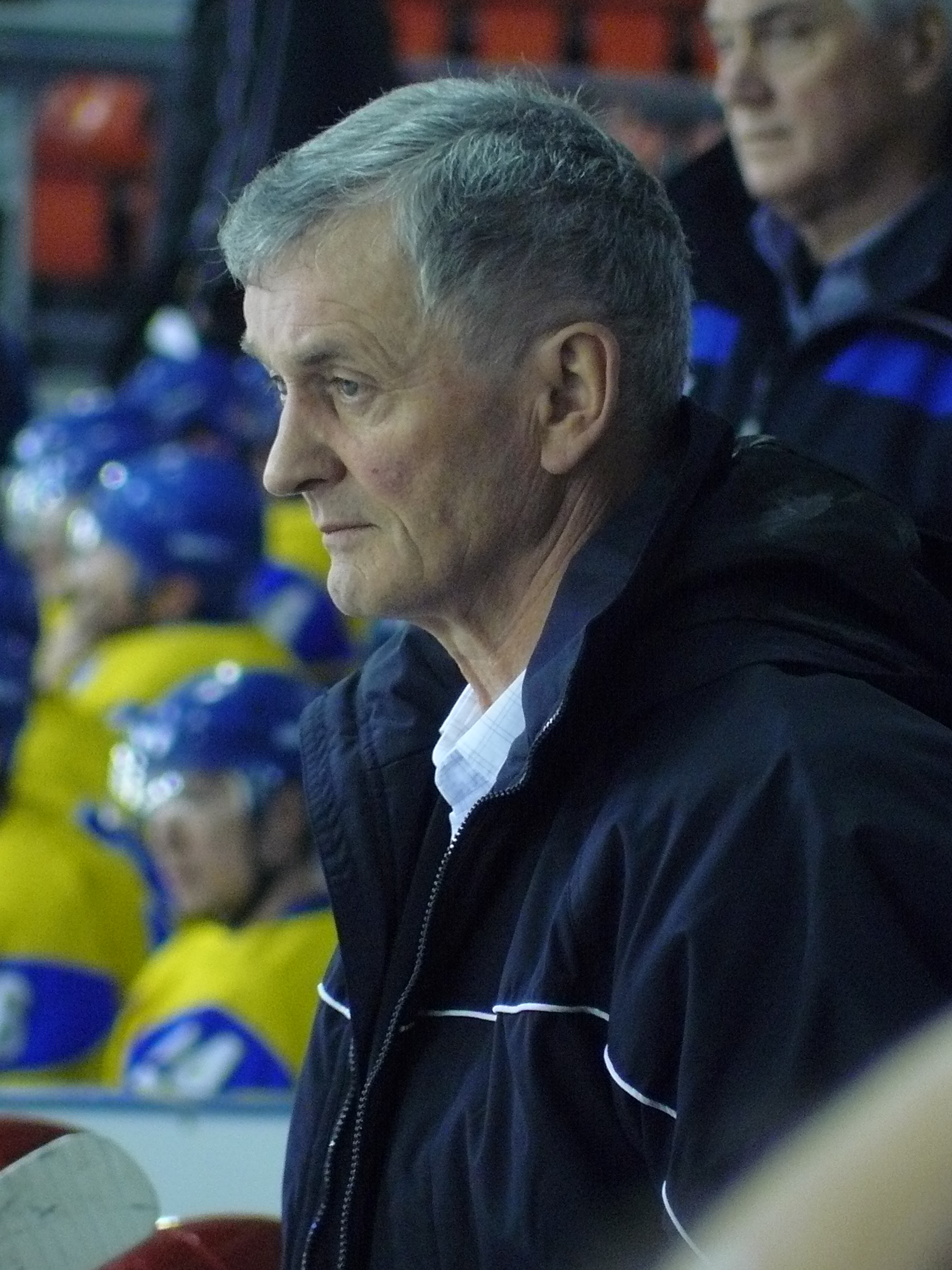
Віктор Пиш під час матчу Україна—Польща, 10 квітня 2010

Ві́ктор Пиш (пол. Wiktor Pysz; нар. 3 травня 1949, Новий Торг, Польща) — польський хокеїст, хокейний тренер. 
Спортивну кар'єру розпочав і закінчив у рідному клубі «Подгале» (Новий Торг). Крім того виступав за «Краковію» (Краків) і «Легію» (Варшава). У складі «Подгале» тричі ставав чемпіоном Польщі у 1966, 1973 і 1974 роках. У складі національної збірної Польщі провів 1 матч.
Тренерську кар'єру розпочав також у «Подгале», з яким виборов титул віце-чемпіона Польщі, а потім тренував німецькі клуби ЕВ «Штутгарт», «Аугсбургер Пантерс» i «Адлер Мангайм». У 1999—04 роках був головним тренером національної збірної Польщі, з якою здобув путівку до топ-дивізіону чемпіонату світу 2002. Керував збірною на чемпіонатах світу в 1999 (дивізіон I), 2001 (дивізіон I) і 2003 (дивізіон I). Від сезону 2006—07 знову тренував «Подгале», з яким виборов титул чемпіона Польщі, але 31 жовтня 2007 року за власним бажанням пішов у відставку через стан здоров'я. 2 вересня 2008 року був призначений начальником навчального відділу Польського союзу хокею із шайбою (ПЗХЛ). У вересні 2009 року знову очолив національну збірну Польщі.
Його син Патрик був обраний на драфті НХЛ 1993, а брат Маріян тренує ТКХ «Торунь».